# آرمین شیمرمن
آرمین شیمرمن (به انگلیسی: Armin Shimerman) (زاده ۵ نوامبر ۱۹۴۹) بازیگر آمریکایی است.
از فیلم‌های معروف او می‌توان به بازی در فیلم اسلج همر!، محض رضای مسیح، قرار ملاقات دو ناشناس و اطلس شورید: قسمت اول اشاره کرد.